# Agua de Castilla
Agua de Castilla es una localidad rural en el Altiplano de Bolivia. Administrativamente se encuentra en el municipio de Porco de la provincia de Quijarro en el departamento de Potosí. El asentamiento está a una altitud de 4.020 m s. n. m. sobre uno de los afluentes del río Tumusla y es principalmente un asentamiento minero.
En la localidad existe también una planta productora de embutidos de carne de llama con registro sanitario.

## Geografía
Agua de Castilla se encuentra en el Altiplano en el suroeste de Bolivia, entre la Cordillera de Chichas en el suroeste y la Cordillera Central en el noreste.
La temperatura promedio promedio de la región es de alrededor de 11 °C, las temperaturas medias mensuales varían entre 8 °C en junio/julio y unos buenos 13 °C de noviembre a marzo. La precipitación anual es de sólo unos 350 mm, con una estación seca pronunciada de abril a octubre con precipitación mensual entre 0 y 15 mm, y un breve período húmedo de diciembre a febrero con una precipitación mensual de unos buenos 70 milímetro

## Transporte
Agua de Castilla se ubica a 46 km por carretera al suroeste de Potosí, la capital departamental, y a 2,5 km de la localidad de Porco, la capital municipal.
Desde Potosí, la ruta nacional Ruta 5 pasa por los pueblos de Agua de Castilla, Chaquilla, Yura, Ticatica y Pulacayo hasta Uyuni en el salar de Uyuni.

## Demografía
La población de la localidad ha aumentado significativamente en las últimas dos décadas:
| Año  | Habitantes | Fuente |
| ---- | ---------- | ------ |
| 1992 | 1826       | Censo  |
| 2001 | 1504       | Censo  |
| 2013 | 2817       | Censo  |

Con 2.817 habitantes, es la segunda localidad más poblada del municipio de Porco.